# Christian Vietoris
Christian Vietoris (Gerolstein, 1989. április 1. –) német autóversenyző, a 2006-os német Formula–BMW sorozat győztese, valamint a 2009-es Formula–3 Euroseries ezüstérmese, jelenleg a Német Túraautó-bajnokságban versenyez.

## Pályafutása

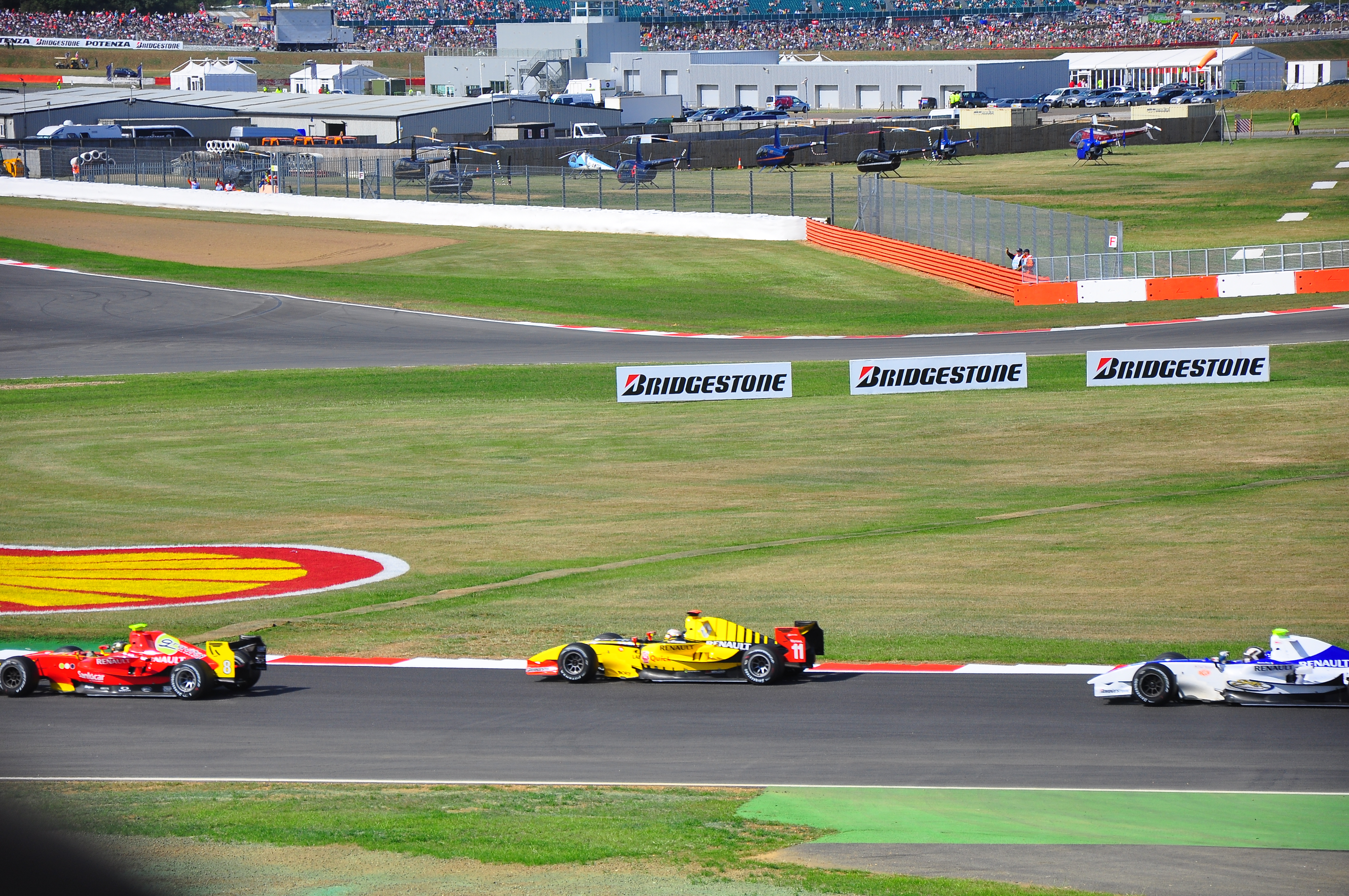
Vietoris 2010-ben a GP2-es bajnokság egy futamán

Gokart-pályafutása után a német a német Formula–BMW szériában versenyzett. 2005-ben még csak a tizenhetedik helyen zárta a sorozatot, majd 2006-ban megszerezte a bajnoki címet. A szezon során kilenc alkalommal végzett az első helyen, és egy futam kivételével mindig dobogóra állt.
2007-ben a német Formula–3-ban szerepelt. Ezt a bajnokságot a hatodik fejezte be. Az ezt követő két évet a Formula–3 Euroseries-ben töltötte. A 2008-as szezont hatodikként zárta, 2009-ben pedig második lett. Christian a francia Jules Bianchival szemben maradt alul a bajnoki elsőségért folytatott küzdelemben.

### GP2
Részt vett a teljes 2009–2010-es ázsiai GP2-es bajnokságban. Az idény első hétvégéjén egy hatodik helyezéssel kezdett az első futamon, majd a második futamon első lett. A szezon hátralevő részén egy alkalommal sem szerzett pontot, az összesítést végül tizedikként zárta, majd a GP2-es sorozatban 2010-ben 9. lett, 2011-ben pedig az összetett sorozat 7. helyén zárt, mindkétszer a Racing Engineering csapatánál versenyzett.

### DTM
2011-ben elindult a Német Túraautó-bajnokságban a Persson Motorsport színeiben egy 2008-as Mercedes AMG-vel, ahol a szezon első futamán, Hockenheimben 13. lett, szezonbéli legjobb helyezése egy 5. hely volt Oscherslebenben és az összetett 14. helyén zárt mindössze 4 ponttal.
2012-ben a szintén Mercedes AMG-vel versenyző HWA Teamhez igazolt, ahol továbbra sem nyújtott kiemelkedő teljesítményt, legjobb helyezése egy 4. hely volt Hockenheimben, viszont az előző szezonhoz képest többször szerzett pontot és a bajnokságban a 12. helyen zárt 25 ponttal.
2013-ban már sokkal jobb teljesítményt nyújtott a DTM-ben, ugyanis a szezon első futamán megszerezte első dobogós helyezését (3. hely), továbbá még három versenyen tudott a pódium legalsó fokára állni és egyszer sem esett ki ebben a szezonban, az összetettben végül a 4. helyen zárt 77 ponttal.
2014-ben a Mercedesek gyengén teljesítették ezt a szezont, viszont így is Vietoris lehetett a legboldogabb, miután első futamgyőzelmét is megszerezte DTM-es karrierje során, ezen kívül még a Lausitzringen zárt másodikként, így ezt a sorozatot ismét a 4. helyen zárta 69 ponttal.

## Eredményei

### Teljes Formula–3 Euroseries eredménysorozata
| Év   | Csapat           | Motor    | 1       | 2     | 3         | 4        | 5       | 6       | 7       | 8       | 9        | 10       | 11       | 12       | 13      | 14       | 15      | 16      | 17        | 18       | 19       | 20       | Helyezés | Pont |
| ---- | ---------------- | -------- | ------- | ----- | --------- | -------- | ------- | ------- | ------- | ------- | -------- | -------- | -------- | -------- | ------- | -------- | ------- | ------- | --------- | -------- | -------- | -------- | -------- | ---- |
| 2008 | Mücke Motorsport | Mercedes | HOC 1 7 | HOC 2 | MUG 1 28† | MUG 2 19 | PAU 1 5 | PAU 2 4 | NOR 1 6 | NOR 2 1 | ZAN 1 13 | ZAN 2 11 | NÜR 1 Ki | NÜR 2 Ki | BRH 1 5 | BRH 2 Ki | CAT 1 3 | CAT 2   | BUG 1 28† | BUG 2 10 | HOC 1 EX | HOC 2 Ki | 6.       | 36   |
| 2009 | Mücke Motorsport | Mercedes | HOC 1 7 | HOC 2 | LAU 1 8   | LAU 2 1  | NOR 1 6 | NOR 2 1 | ZAN 1 3 | ZAN 2 4 | OSC 1 4  | OSC 2 1  | NÜR 1 8  | NÜR 2    | BRH 1 3 | BRH 2 4  | CAT 1 6 | CAT 2 4 | DIJ 1     | DIJ 2 6  | HOC 1    | HOC 2    | 2.       | 75   |

† Nem fejezte be a futamot, de rangsorolva lett, mert teljesítette a versenytáv 90%-át.

### Teljes A1 Grand Prix eredménylistája
| Év      | Csapat      | 1         | 2         | 3         | 4         | 5       | 6       | 7       | 8       | 9         | 10        | 11      | 12      | 13      | 14      | 15      | 16      | 17         | 18        | 19      | 20      | 21      | 22      | Helyezés | Pont |
| ------- | ----------- | --------- | --------- | --------- | --------- | ------- | ------- | ------- | ------- | --------- | --------- | ------- | ------- | ------- | ------- | ------- | ------- | ---------- | --------- | ------- | ------- | ------- | ------- | -------- | ---- |
| 2006–07 | Németország | NED SPR   | NED FEA   | CZE SPR   | CZE FEA   | CHN SPR | CHN FEA | MYS SPR | MYS FEA | IDN SPR   | IDN FEA   | NZL SPR | NZL FEA | AUS SPR | AUS FEA | RSA SPR | RSA FEA | MEX SPR Ki | MEX FEA 9 | CHN SPR | CHN FEA | GBR SPR | GBR SPR | 1.       | 128  |
| 2007–08 | Németország | NED SPR 6 | NED FEA 9 | CZE SPR 7 | CZE FEA 8 | MYS SPR | MYS FEA | ZHU SPR | ZHU FEA | NZL SPR 2 | NZL FEA 1 | AUS SPR | AUS FEA | RSA SPR | RSA FEA | MEX SPR | MEX FEA | SHA SPR    | SHA FEA   | GBR SPR | GBR SPR |         |         | 8.       | 83   |

### Teljes GP2-es eredménylistája
(Táblázat értelmezése)

(Félkövér: pole-pozícióból indult; dőlt: leggyorsabb kört futott) 

| Év   | Csapat             | 1          | 2           | 3          | 4          | 5         | 6          | 7           | 8          | 9         | 10          | 11          | 12         | 13        | 14         | 15         | 16         | 17        | 18        | 19      | 20      | Helyezés | Pont |
| ---- | ------------------ | ---------- | ----------- | ---------- | ---------- | --------- | ---------- | ----------- | ---------- | --------- | ----------- | ----------- | ---------- | --------- | ---------- | ---------- | ---------- | --------- | --------- | ------- | ------- | -------- | ---- |
| 2010 | Racing Engineering | ESP FEA Ki | ESP SPR 18  | MON FEA 14 | MON SPR Ni | TUR FEA 7 | TUR SPR Ki | VAL FEA 12  | VAL SPR Ki | GBR FEA 6 | GBR SPR 10  | GER FEA Ki  | GER SPR 10 | HUN FEA 2 | HUN SPR 2  | BEL FEA 11 | BEL SPR Ki | ITA FEA 4 | ITA SPR 1 | ABU FEA | ABU SPR | 8.       | 29   |
| 2011 | Racing Engineering | TUR FEA 11 | TUR SPR Ret | ESP FEA    | ESP SPR    | MON FEA   | MON SPR    | VAL FEA Ret | VAL SPR 13 | GBR FEA 2 | GBR SPR Ret | GER FEA Ret | GER SPR 4  | HUN FEA 8 | HUN SPR 10 | BEL FEA 1  | BEL SPR 13 | ITA FEA 6 | ITA SPR 1 |         |         | 7.       | 35   |

Teljes GP2 Asia Series eredménylistája 
(Táblázat értelmezése)

(Félkövér: pole-pozícióból indult; dőlt: leggyorsabb kört futott) 

| Év      | Csapat | 1          | 2          | 3           | 4           | 5           | 6          | 7           | 8           | Helyezés | Pont |
| ------- | ------ | ---------- | ---------- | ----------- | ----------- | ----------- | ---------- | ----------- | ----------- | -------- | ---- |
| 2009–10 | DAMS   | ABU1 FEA 6 | ABU1 SPR 1 | ABU2 FEA Ki | ABU2 SPR 14 | BHR1 FEA 14 | BHR1 SPR 9 | BHR2 FEA Ki | BHR2 SPR 14 | 10.      | 9    |

### Teljes DTM eredménylistája
(Táblázat értelmezése)

(Félkövér: pole-pozícióból indult; dőlt: leggyorsabb kört futott) 

| Év   | Csapat                       | 1        | 2        | 3        | 4        | 5       | 6       | 7        | 8        | 9       | 10        | 11       | 12       | 13       | 14       | 15       | 16       | 17       | 18       | Helyezés | Pont |
| ---- | ---------------------------- | -------- | -------- | -------- | -------- | ------- | ------- | -------- | -------- | ------- | --------- | -------- | -------- | -------- | -------- | -------- | -------- | -------- | -------- | -------- | ---- |
| 2011 | Persson Motorsport           | HOC 13   | ZAN 15   | SPL 15   | LAU 9    | NOR 11  | NÜR 13  | BRH 13   | OSC 5    | VAL 12  | HOC Ki    |          |          |          |          |          |          |          |          | 14.      | 4    |
| 2012 | HWA Team                     | HOC 4    | LAU 11   | BRH 6    | SPL Ki   | NOR 8   | NÜR 16  | ZAN Ki   | OSC 12   | VAL 12  | HOC 10    |          |          |          |          |          |          |          |          | 12.      | 25   |
| 2013 | HWA Team                     | HOC 3    | BRH 8    | SPL 7    | LAU 3    | NOR 3   | MSC 10  | NÜR 3    | OSC 18   | ZAN 15  | HOC 7     |          |          |          |          |          |          |          |          | 4.       | 77   |
| 2014 | HWA Team                     | HOC 15   | OSC 1    | HUN 20†  | NOR 21†  | MSC 7   | SPL 9   | NÜR 6    | LAU 2    | ZAN 5   | HOC 14    |          |          |          |          |          |          |          |          | 4.       | 69   |
| 2015 | HWA AG                       | HOC 1 14 | HOC 2 11 | LAU 1 17 | LAU 2 7  | NOR 1 4 | NOR 2   | ZAN 1 12 | ZAN 2 8  | SPL 1 4 | SPL 2 8   | MSC 1 Ki | MSC 2 20 | OSC 1 18 | OSC 2 21 | NÜR 1 15 | NÜR 2 14 | HOC 1 12 | HOC 2 Ki | 16.      | 56   |
| 2016 | Mercedes-Benz DTM Team Mücke | HOC 1 5  | HOC 2 14 | SPL 1 Ki | SPL 2 17 | LAU 1 5 | LAU 2 7 | NOR 1 10 | NOR 2 15 | ZAN 1 3 | ZAN 2 20† | MSC 1 23 | MSC 2 14 | NÜR 1 13 | NÜR 2 17 | HUN 1 17 | HUN 2 14 | HOC 1 22 | HOC 2    | 14.      | 60   |

* A szezon jelenleg is zajlik.
†Nem fejezte be a futamot, de rangsorolva lett, mert teljesítette a versenytáv 75%-át.

### Közösségi oldalai
- Christian Vietoris a Facebookon
- Christian Vietoris a Twitteren
- Christian Vietoris az Instagramon